# Ислам на Сент-Китсе и Невисе
Сент-Китс и Невис — государство с христианским большинством, приверженцы ислама составляют меньшую долю от части. Благодаря светскому характеру Конституции страны, мусульмане могут свободно вести прозелитизм и строить культовые сооружения в стране.
По данным местной переписи 2011 года, мусульмане составляют 244 человека и приблизительно 1,9 % населения Сент-Китса и Невиса.

Однако более недавние оценки указывают на снижение числа мусульман до 0,3% от общей численности населения в 2025 году, что составляет около 166 человек.

## Особенности мусульманской общины
- Места поклонения: На островах действуют два исламских центра/мечети. Один из них находится на территории Windsor University School of Medicine, где также функционирует Мусульманская студенческая ассоциация. Эти центры организуют ежедневные молитвы, пятничные джума-намазы и духовные собрания (халаки). [3] [4]
- Образовательные и культурные инициативы: Мусульманская студенческая ассоциация активно способствует духовному росту студентов, организует благотворительные мероприятия в месяц Рамадан. [3]
- Халяль-сертификация: В стране доступна халяль-сертификация продуктов питания, что позволяет мусульманам соблюдать свои религиозные нормы в питании.[5]